# エドマンド・バトラー (第6代マウントガーレット子爵)
第6代マウントガーレット子爵エドマンド・バトラー（英語: Edmund Butler, 6th Viscount Mountgarret、1663年7月17日 – 1735年7月25日）は、アイルランド貴族。

## 生涯
第5代マウントガーレット子爵リチャード・バトラーと1人目の妻エミリア・ブランデル（Emilia Blundell、1682年没、ウィリアム・ブランデルの娘）の息子として生まれた。
1689年、ジェームズ2世のアイルランド軍で騎兵中佐を務め、デリー包囲戦に参加したが、敗れて捕虜になり、無法者（outlawry）宣言がなされた。
1706年2月に父が死去すると、マウントガーレット子爵の爵位を継承した。
1715年、アイルランド貴族院は1697年の決議が第3代マウントガーレット子爵リチャード・バトラーの無法者宣言を取り消していないと裁定を下し、その結果第6代マウントガーレット子爵はアイルランド貴族院から追放されたが、1721年に改めて無法者宣言の取り消しに成功した。しかし、父と同じく最高権の誓約を拒否したため、結局貴族院から追放された。
1735年7月25日にダブリンで死去、聖カニス聖堂に埋葬された。息子リチャードが爵位を継承した。

## 家族
1691年2月15日までにメアリー・ブキャナン（Mary Buchanan）と結婚、3男1女をもうけた。
- リチャード（1691年2月15日以前 – 1736年） - 第7代マウントガーレット子爵
- ジェームズ（1742年没） - 第8代マウントガーレット子爵
- エドマンド（1751年没） - 第9代マウントガーレット子爵
- エミリア - 1712年、ヒュー・ライリー（Hugh Reilly）と結婚

1715年8月9日、エリザベス・ブライアン（Elizabeth Bryan、1736年6月13日没、ジョン・ブライアンの娘）と再婚した。